# 할리와 말보로 맨
《할리와 말보로 맨》(영어: Harley Davidson and the Marlboro Man)은 미국에서 제작된 사이먼 윈서 감독의 1991년 네오웨스턴 액션 영화이다. 미키 루크 등이 출연하였고, 제리 헨쇼 등이 제작에 참여하였다. 이 영화는 모터사이클을 타는 사람들에 관한 고정 관념을 잘 드러내고 있다.

## 출연진
- 미키 루크
- 돈 존슨
- 첼시 필드
- 대니얼 볼드윈
- 잔카를로 에스포시토
- 버네사 윌리엄스
- 톰 사이즈모어
- 로버트 긴티
- 티아 커레어
- 빅 존 스터드
- 줄리어스 해리스
- 일로이 커사도스
- 켈리 후
- 브랜즈컴 리치먼드
- 스벤올레 토르센

## 기타 제작진
- 공동 제작: 돈 마이클 폴
- 배역: 마이크 펜턴, 주디 테일러, 밸러리 머살러스
- 미술: 폴 피터스
- 의상: 리처드 시슬러